# Francisco Varo
Francisco Varo (Sevilla, España, 4 de octubre de 1627 - Fúzhōu, China, 31 de enero de 1687) fue un fraile dominico, misionero en China y autor de la primera gramática del chino mandarín, el Arte de la lengua mandarina (1703). Su nombre en chino se puede transliterar como 萬濟國 (Wàn Jìguó) o 萬方濟各 (Wàn Fāngjìgè).

## Vida
Nacido en Sevilla, entra de novicio con los dominicos el 8 de octubre de 1643, en el convento de San Pablo. Ese mismo año, Juan Bautista de Morales le recluta voluntario para realizar misiones en oriente. El 12 de junio de 1646 parte desde Sanlúcar de Barrameda hacia Veracruz, en México. El viaje a Manila se retrasó por la presencia de buques holandeses, pero pudieron partir el 12 de abril de 1648, llegando en los primeros días de julio.
Estaba previsto desde el principio que Varo fuese a China, pero todavía permaneció un año en Manila entre la comunidad china para aprender el idioma. El 10 de julio de 1649 partió desde Pasig, cerca de Manila, y llegó el 3 de agosto a Fujian, a un puerto cerca de Amoy, para trasladarse a Fuan, donde se encontraba su misión. 
La costa de Fujian venía siendo atacada por Coxinga, leal a la dinastía Ming, que mantuvo una gran actividad entre 1624 y 1662. El emperador de la dinastía Qing ordenó la evacuación de la costa en 1662 para socavar el apoyo popular de Coxinga, lo que permitió a españoles, portugueses y holandeses el aumentar su influencia en la costa. De 1671 a 1672 tuvo que exiliarse a Cantón por cuestiones religiosas.
Varo se dedicó a estudiar la lengua china, tanto el idioma mandarín como el dialecto local. Fue de los pocos que consiguió dominar la complicada forma del lenguaje empleado en el sistema legal y en las audiencias oficiales. Sus superiores decidieron que fuera maestro de chino para otros misioneros.
Fue designado vicario provincial en varias ocasiones. El 31 de enero de 1687 fue elegido vicario apostólico de las provincias de Guangdong, Yunnan y Guangxi.

## Obra
La mayoría de los numerosos escritos de Varo no fueron impresos durante su vida por falta de fondos. Escribió algunas obras religiosas, en parte tratando sobre la controversia de los ritos. Durante su exilio de 1671 escribió Manifiesto y Declaración, dos tratados muy influenciados por el pensamiento de su superior Juan Bautista de Morales y que fueron empleados más tarde como base a los decretos de los nuncios en las Indias orientales y China. Su correspondencia es una excelente fuente sobre la vida en las misiones de la época.
También escribió dos diccionarios de chino romanizado, el Vocabulario da lingoa mandarina, realizado en portugués y acabado en 1670, y el Vocabulario de la lengua Mandarina (1692), en español. 
Pero sin duda su obra más importante sería Arte de la lengua mandarina (1703), la primera gramática de una lengua china que se ha conservado y que fue publicada tras su muerte. Varo conocía una gramática anterior, de Francisco Díaz, y posiblemente también el trabajo de Juan Bautista de Morales, gramáticas que se han perdido ambas, y también se vio influenciado por la Gramática de Nebrija. La gramática de Varo no es del chino mandarín de Pekín, por lo que no es un «antecesor» de la lengua china estándar moderna, sino que se trata de una koiné que se hablaba entre los siglos XVI y XVIII en Nankín.